# Оден ле Роман
Оден ле Роман (фр. Audun-le-Roman) насеље је и општина у североисточној Француској у региону Лорена, у департману Мерт и Мозел која припада префектури Брије.
По подацима из 2011. године у општини је живело 2449 становника, а густина насељености је износила 323,51 становника/km². Општина се простире на површини од 7,57 km². Налази се на средњој надморској висини од 361 метар (максималној 396 m, а минималној 320 m).

## Демографија
| 1962. | 1968. | 1975. | 1982. | 1990. | 1999. | 2011. |
| ----- | ----- | ----- | ----- | ----- | ----- | ----- |
| 1.994 | 2.421 | 2.102 | 2.106 | 2.121 | 2.059 | 2.449 |

График промене броја становника у току последњих година